# Saeid Ezatolahi
Saeid Ezatolahi Afagh (persan : سعید عزت‌اللهی آفاق, né le 1er octobre 1996) est un footballeur international iranien évoluant au poste de milieu défensif au Shabab Al-Ahli.

## Biographie

### En club
Ezatolahi commence sa carrière professionnelle au Malavan Football Club en 2012 à l'âge de 16 ans dans le championnat d'Iran. Il devient alors le joueur le plus jeune de l'histoire à y évoluer. Ezatolahi gagne le trophée du meilleur jeune iranien de l'année en 2013.
En 2014, il est cité comme l'un des jeunes joueurs de football les plus talentueux selon le site Wonderkids.

### En équipe nationale
Avec l'équipe d'Iran des moins de 19 ans, il participe à la Coupe d'Asie des nations des moins de 19 ans en 2014.
Le 13 novembre 2022, il est sélectionné par Carlos Queiroz pour participer à la Coupe du monde 2022.